# Stary Dwór (Elbląg)
Stary Dwór (deutsch Althof) war ein Ort in der polnischen Woiwodschaft Ermland-Masuren. Seine Ortsstelle gehört zum Gebiet der Gmina Elbląg (Landgemeinde Elbing) im Powiat Elbląski (Kreis Elbing).

## Geographische Lage
Die Ortsstelle von Stary Dwór liegt im nördlichen Westen der Woiwodschaft Ermland-Masuren, neun Kilometer westlich der früheren Kreisstadt Preußisch Holland (polnisch Pasłęk) bzw. zwölf Kilometer südöstlich der heutigen Kreismetropole Elbląg (deutsch Elbing).

## Geschichte
Das einstige Althof bestand aus ein paar Höfen. Im Jahre 1820 zählte der Ort 62 Einwohner.
Als im Jahre 1874 der Amtsbezirk Weeskenhof (polnisch Rzeczna) im ostpreußischen Kreis Preußisch Holland errichtet wurde, war Althof eines der ersten Mitgliedsdörfer.
Im Jahre 1888 lebten in Althof 76 Einwohner.
Am 8. Juli 1905 verlor der kleine Ort seine Eigenständigkeit: er wurde in die benachbarte Landgemeinde Weeskendorf (polnisch Węzina) eingemeindet.
Nach der Abtretung des gesamten südlichen Ostpreußen 1945 in Kriegsfolge an Polen erhielt Althof die polnische Namensform „Stary Dwór“. Doch bald verliert sich seine Spur, der Name wird offiziell nicht mehr genannt, vielleicht ist der kleine Ort in Węzina (Weeskendorf) aufgegangen. Er gilt heute als untergegangen. Seine Ortsstelle liegt im Bereich der Gmina Elbląg (Landgemeinde Elbing) im Powiat Elbląski (Kreis Elbing) in der Woiwodschaft Ermland-Masuren.

## Religion
Kirchlich war Althof bis 1945 in die Stadt Preußisch Holland (polnisch Pasłęk) integriert: in die dortige evangelische Pfarrkirche in der Kirchenprovinz Ostpreußen der Kirche der Altpreußischen Union, außerdem in die römisch-katholische Pfarrei St. Josef im Bistum Elbing.

## Verkehr
Die Ortsstelle Althofs resp. Stary Dwórs ist heute nicht mehr erkennbar. Sie läge westlich von Węzina an der Straße nach Druzieńska Karczma (Rohrkrug) unweit des Drausensees (polnisch Jezioro Druzno). Eine Bahnanbindung gab und gibt es nicht.